# 西弘美
西 弘美（にし ひろみ 1952年7月10日- ）は福岡県田川市出身の元陸上長距離選手、現指導者。

## 経歴
- 福岡県の飯塚商業高等学校を卒業。九州の同学年の長距離選手に宗兄弟がいる[1]。
- 高校卒業後は久留米井筒屋に就職。実業団選手として陸上を続けるが、部員は駅伝のメンバーが組めるぎりぎりの人数しかいない弱小部であった。それでも全日本実業団駅伝に出場し、西は1972年･1973年と二年連続1区区間賞を獲得した。
- 1974年に日本大学に進学。箱根駅伝に4年連続で出場し、4年時には1区で区間新記録を樹立した。
- 大学卒業後、再び実業団選手として活動。ヤクルト、大昭和製紙を経てスズキで現役を引退。そのままスズキに残り、コーチ・監督を務めた。その後、1994年には母校の日本大学のコーチに就任。2001年6月末に退任し、明治大学体育会競走部長距離コーチに転身。2004年から2017年まで同部の駅伝監督を務めた。
- 明治大学は過去に箱根駅伝を7回制したことのある名門であったが、西のコーチ就任当時は長らく箱根駅伝への出場もなく低迷していた。西はチームの再建を図り、2005年の第81回大会で14年ぶりに箱根駅伝の舞台に返り咲いた[2]。その後、2008年の第84回大会には出場を逃したものの、翌2009年の第85回大会には総合8位でゴールし43年ぶりにシード権を獲得[3]、2012年の第88回大会には49年ぶりに総合3位、[4]2015年の第91回大会では52年ぶりに往路2位に入るなど駅伝の強豪校として復活を遂げた。
- しかし2016年の第92回大会は総合14位で8年ぶりにシード落ちを喫し、2017年の第93回大会は過去ワーストタイとなる総合18位に低迷[5]、2018年の第94回大会は予選会で13位に終わり出場権を逃した。
- 2018年4月からは同部のスーパーバイザーに就任。後任の駅伝監督には山本佑樹コーチが就任した。

## 指導した主な選手
日本大学
- 山本佑樹* (旭化成)
- 和田正人* (NEC)
- 清水将也* (旭化成)
- 清水智也* (佐川急便)

明治大学
- 幸田高明* (旭化成)
- 岡本直己 (中国電力)
- 東野賢治* (旭化成)
- 石川卓哉 (中国電力)
- 鎧坂哲哉 (旭化成)
- 菊地賢人 (コニカミノルタ)
- 北魁道 (中国電力)
- 大塚慎也
- 廣瀨大貴 (大阪ガス)
- 有村優樹 (旭化成)
- 大六野秀畝 (旭化成)
- 横手健 (富士通)
- 木村慎 (Honda)

※( )内は大学卒業後の進路。*は既に現役を引退した選手。